# Auditorio (métro de Mexico)
Auditorio est une station de la Ligne 7 du métro de Mexico, située à l'ouest de Mexico, dans la délégation Miguel Hidalgo

## La station
La station ouverte en 1984, doit son nom à l'Auditorium National voisin. Le symbole en est la façade latérale de l'ancien bâtiment de l'Auditorium National avant son remodelage en 1993.
La station Auditorio a servi de terminal provisoire à la première section de la ligne 7 de décembre 1984 à août 1985, où fut inaugurée Tacubaya. Elle abrite en ses murs l'exposition permanente Métros dans le monde, qui orne ses murs de schémas explicatifs, modèles et dioramas de différents réseaux de métro.